# 남자는 외로워
《남자는 외로워》는 1994년 1월 8일부터 1994년 8월 28일까지 방영된 KBS 2TV 주말 드라마이다.

## 기획 의도
부권상실시대를 살아가는 현대 남성들의 고뇌를 그린 작품

## 등장 인물
- 이영후(권칠성 장군) : 예비역 육군 중장, 장순자 남편, 장덕자 형부[1]
- 강부자(장순자 여사) : 권칠성 예비역 육군 중장 처, 강달호 처형, 장덕자 언니[2]
- 길용우 : 권영태
- 강석우(류시형 교수) : 정신과 전문의
- 최수지(권영숙) : 수의사
- 이동준 : 박호세
- 백일섭(강달호) : 장덕자 여사 남편, 권칠성 장군 처남, 장순자 제부
- 김을동(장덕자 여사) : 장순자 동생, 강달호 처, 권칠성 처제
- 민욱 : 권영준
- 양금석 : 차유미
- 오연수 : 부당실
- 석광렬(권영훈) : 권칠성 셋째 아들
- 노경주 : 류 박사 부인
- 이정재 : 재정
- 이응경 : 노재희
- 유혜리 : 민혜주
- 김지영 : 당실 할머니
- 김광배, 정국진, 김학철, 이경영, 권은아, 배윤진, 문수인, 권미혜, 나한일, 임수택, 안연홍, 이재석, 김람호, 강인기, 윤진호, 이세창, 장영주, 김경란, 양재성, 방희, 강미, 남성식, 임찬호, 정민희, 윤덕용, 박칠용, 최창호, 추석양, 이신재, 이원종, 조정훈, 오승룡, 장광, 이혜진, 박건식, 박윤정, 박인서, 정진화, 김광영, 장기용, 고희준, 변아영, 이일웅, 서창호, 변성현, 강신조, 윤병훈, 조동환

## 참고 사항
- 당초 <연인> 후속으로 기획되었으나 작가 나연숙과 담당 PD 염현섭만 결정된 상태에서 오연수를 여주인공으로 내세웠을 뿐 상대역 캐스팅 단계가 아직 미정이었다.[3] 이렇게 되자 KBS는 <청춘극장>을 대체 편성했으며 <남자는 외로워>는 <청춘극장> 후속으로 변경됐다. 오연수의 상대역으로는 신인급이었던 이정재를 캐스팅하였다.
- 동시간대 경쟁작 MBC <서울의 달>의 인기에 밀려 기대 이하의 성적에 그쳤다.
- 당초 52부작으로 예정이었으며 후속작으로는 <바람은 불어도>를 편성할 예정[4]이었다. 하지만, 작가와 연출자 간의 마찰로 인해 편성이 백지화되자 KBS는 당초 <당신이 그리워질 때> 후속 1TV 일일극으로 기획된 <딸부잣집>을 편성하였다. 후속작 준비가 미진하자 KBS는 52부작 예정이었던 <남자는 외로워>를 20부 늘린 72회로 끝내기로 결정하였다. 하지만 결국 72부작에서 4부 축소된 68회로 막을 내렸다.
- 당시 통일국민당 국회의원을 지내던 강부자가 오랜만에 드라마에 출연하여 화제가 되었다. 강부자는 후에 생활비 문제로 인해 어쩔 수 없이 해당 작품에 출연하게 되었다고 밝혔다.[5]